# Бюльбюль-бородань заїрський
Бюльбю́ль-бородань заїрський (Criniger ndussumensis) — вид горобцеподібних птахів родини бюльбюлевих (Pycnonotidae). Мешкає в Центральній Африці. Раніше вважався підвидом рудохвостого бюльбюля-бороданя.

## Поширення і екологія
Заїрські бюльбюлі-бородані мешкають на південному сході Нігерії, в Камеруні, Екваторіальній Гвінеї, Габоні, на південному заході ЦАР, і Республіці Конго, в ангольській Кабінді і в Демократичній Республіці Конго. Вони живуть в рівнинних і заболочених тропічних лісах.